# 캄보디아의 암흑기
캄보디아의 암흑기 ((크메르어: យុគ្គអន្ធកាល), (크메르어: ភាពឯកោ), (크메르어: ភាពវឹកវរ)), 캄보디아 중기 또는 앙코르 이후 시기(크메르어: ប្រទេសកម្ពុជាក្រោយសម័យអង្គរ)는 15세기 초부터 1863년 캄보디아가 프랑스의 보호령이 될 때까지의 시기를 일컫는다. 신뢰할 수 있는 자료 특히 15세기와 16세기의 자료가 매우 부족하고, 크메르 제국의 쇠퇴를 불러일으킨 구체적인 사건들과 관련된 결정적이고 논리적으로 옹호할 수 있는 과학계가 만장일치로 인정하는 설명은 아직 등장하지 않았다. 하지만 학계에서는 종교적, 왕조적, 행정적, 군사적 특성의 점진적인 변화와 몇몇 특성, 환경 문제 및 생태적 불균형 등이 인도차이나 반도에서의 권력 변화와 동시에 발생했으며 크메르 제국의 쇠퇴에 대한 해석을 위해서는 이를 모두 고려해야 한다는 합의에 이르렀다. 2010년대부터 학계에서는 크메르 제국의 쇠퇴에 대한 원인을 학자들의 관심은 인간과 환경의 상호작용과 홍수와 가뭄과 같은 자연재해를 포함한 생태학적 결과로 해석하고 있다.
크메르 제국의 역사 사료로 사용되었던 사독 꼭 톰의 석비문은 이미 13세기부터 희귀해지기 시작했으며, 1430년대에 끝이 났고 16세기 중반부터 다시 만들어지기 시작했다. 캄보디아 왕실 기록은 1327년부터 1336년까지 재위했던 자야바르만 9세 파라메슈와라 이후 이어지지 않고 있으며 이후 200년간 왕의 이름이 등장하지 않는다. 동남아시아 역사에 대해 저술했던 마이클 비커리에 따르면, 15세기 캄보디아에 대한 자료는 외부 기록인 중국의 명실록 (중국어 간체자: 明实录, 정체자: 明實錄)과 아유타야 왕국의 초기 왕실 기록뿐이며 이 기록들을 해석할 때는 주의를 요구한다고 말했다.
크메르 제국의 쇠퇴를 가져온 결정적인 사건 중 하나는 1431년 아유타야 왕국의 앙코르 침공으로, 역사학자들은 이 사건이 캄보디아의 정치적 중심지가 메콩강 일대인 남쪽의 프놈펜과 롱벡으로 이동한 것과 관련이 있다고 말한다.
16세기 캄보디아에 관한 자료는 다양하지만 캄보디아 외부의 자료가 많다. 캄보디아 왕국은 메콩강에 수도를 두었으며, 인도양 무역에 참가하여 번영을 누렸고 유럽인 탐험가 및 모험가와 처음으로 교류했다. 1591년부터 3년 간 아유타야 왕국과 전쟁을 벌였고 이 결과 캄보디아의 수도 롱벡이 함락되었다. 17세기 베트남은 남띠엔으로 메콩강 삼각주의 사이공에 도달했으며, 이로 인해 캄보디아의 인도양 무역은 쇠퇴하였고 캄보디아는 독자적인 해상 무역을 전개할 수 없었다.
17세기부터 18세기까지 베트남과 라타나코신 왕국이 캄보디아에 미치는 정치적 영향력이 커졌고, 캄보디아 왕의 지위가 봉신으로 떨어지면서 캄보디아 내에서 정치적 동요가 자주 발생했다. 베트남과 라타나코신 왕국은 번갈아 가며 캄보디아 왕실에 복종과 조공을 요구했다. 19세기 베트남과 시암 왕조가 공고해지자, 캄보디아는 베트남과 시암의 공동 보호국이 되었고 이를 통해 주권을 상실했다. 캄보디아의 왕 앙두엉은 캄보디아가 시암과 베트남에 병합되는 것을 방지하고자 프랑스의 보호를 받아들이기로 결정했고, 1863년 8월 11일 노로돔이 프랑스와 조약을 체결하여 이를 공식적으로 인정하면서 프랑스의 보호는 법적 효력을 발휘하게 되었다.

## 같이 보기
- 라파 크사트르
- 크메르 제국
- 캄보디아의 불교
- 데바라자
- 프랑스령 캄보디아
- 인도차이나반도